# Cá phèn chỉ vàng
Cá phèn chỉ vàng (danh pháp hai phần: Parupeneus chrysonemus) là một loài cá thuộc họ Cá phèn sinh sống ở đảo Hawaii. Con đực có chiều dài cơ thể đến 19,6 cm.